# Outcry
OUTCRY - український рок-гурт створений 1998 року в місті Луцьку.

## Історія
Гурт OUTCRY було створено 30 травня 1998 року в місті Луцьку за ініціативою Романа Мойсеюка. Ця назва в перекладі з англійської означає протест, відчайдушний крик, крик назовні. На початковому етапі творчості гурт жив важкою рок-музикою та творив у тому ж стилі, що був на той момент доволі незвичним у місті Луцьк. Майже всі пісні з тодішнього репертуару були написані Тетяною Любасюк. В основі її текстів — соціальні мотиви: боротьба за справедливість, духовність, відданість своїй справі. Отже, перший склад OUTCRY:
Любасюк Тетяна (бас-гітара)
Мойсеюк Роман (барабани)
Ганчо Олександр (гітара)
Козін Макс (вокал)
Згодом Сашко залишив колектив і повернувся на малу батьківщину — у місто Сокаль. На заміну йому прийшов лучанин Вадим Захарченко. Практично за місяць було відновлено програму, що складалася з понад дванадцять пісень.
Потім поїхав у Німеччину Макс. Без вокаліста гурт працював над новим матеріалом, остаточно змінивши напрямок своєї творчості на hard-rock, rock-n-roll. Одного разу Вадим прийшов на репетицію зі своїм другом — Олександром Сабардаком, і той заспівав! З ним гурт брав участь у фестивалях "Обереги " (Луцьк, 2000 р.), «Нівроку» (Луцьк, 2001 р.), «Майдан» (с. Млинок Рівненської області, 2001 р.) Втім, Сашко у колективі теж довго не затримався і невдовзі поступився своїм місцем Олегу Дмитруку — колишньому вокалісту Луцького гурту «King Size». Тоді ж гурт почав записувати свій перший альбом — «ЧОТИРИ СТИХІЇ», але він так і не був розтиражований.
У березні 2002 року гурт презентував нову програму у пивному клубі «Оболонь», власник якого — Леонід Цимбалюк — всіляко підтримував творчість гурту.
Після презентації нового матеріалу OUTCRY невдовзі взяв участь у фестивалі «Тарас Бульба — 2002», що традиційно проходив у місті Дубно Рівненської області, де зіграв у заключному гала-концерті. А вже наступного року гурт став дипломантом цього найдавнішого в Україні рок-фесту.
Зимою 2005 Тетяна Любасюк отримала запрошення від київського гурту «Есперанза» і запропонувала заміну — басиста з гурту «ТАМ» Юрія Кльоца. Влітку того ж року він дебютував на черговому фестивалі у Дубно.
Незабаром лідер колись відомого у Луцьку заснованого у 1995 році гурту «Всім за Борт» Бортніков Олександр Сергійович запропонував зробити спільну програму під умовною назвою «День закритих брам». Гурт радо пристав на його пропозицію.
Прем'єра відбулася наприкінці осені 2005 року у клубі «Оболонь» і пройшла з величезним успіхом. Але OUTCRY не зупинявся лише на співробітництві із Сашком і паралельно «накатував» ще один проект — з Юлею Маліборською. Саме з нею гурт виступав у Любліні (Республіка Польща) на благодійному фестивалі «Wielka orkiestra swiatecznei pomocy» 07.01.06. р. та на відкритті байкерського зльоту у м. Луцьку в травні того ж року.
На регіональний тур «Червоної Рути — 2006», що проходив у Луцьку, OUTCRY заявив обох своїх вокалістів, і з Юлією Маліборською гурт переміг!
А от на «Перлини сезону» поїхав лише О. Бортніков. Гурт пройшов відбір, зіграв на столичному майдані Незалежності і виступив у фіналі, який проходив у славному місті Запоріжжі, за що й отримав звання дипломантів. Після чого OUTCRY як гостей запросили на щорічний фестиваль «Володимир».
Концертна діяльність чергувалася зі студійною. Альбом, записаний спільно з Олександром Бортніковим, отримав назву «Крила». До нього увійшли дванадцять пісень Сашка, які неодноразово звучали в ефірі провідних українських радіостанцій.
Оскільки Юлія Маліборська з ряду особистих причин відійшла від активної музичної діяльності, подальша робота гурту була пов'язана з такими вокалістами, як Олександр Бортніков та Олег Дмитрук. З Сашком буле записано нове музичне бачення його поезії. В період нашої творчої співпраці з Бортом OUTCRY відвідав багато міст України та не тільки. Окрім нагород гурт здобув не лише неоціненний сценічний досвід, але й величезну кількість шанувальників та однодумців.
Щодо співпраці із знаним у луцькому андерграунді вокалістом Олегом Дмитруком, палким прихильником справжнього невмирущого рок-н-роллу, то з ним OUTCRY дарує своїм слухачам живе та осмислене нами виконання класичних рок-н-рольних хітів, що витримали перевірку часом!
Сучасному звучанню OUTCRY завдячує також і клавішніку Халамейді Максиму (або просто Максу). Це той музикант, що додав музиці гурту смачного колориту!
Тепер гурт працює над новим матеріалом, що має звучання, дещо відмінне від попередніх етапів творчості. Планується запис нового альбому.

## Сьогодення
Наприкінці 2010-го року гурт OUTCRY змінив назву на "Ювелір". Учасники вважають, що це нова грань, нова іпостась і нова дорога вперед із Вірою, Надією і Любов’ю – трьома сестрами, що живуть у кожного в душі. Проте водночас заявляють, що OUTCRY нікуди не подівся, бо "Ювелір" просто є авторським проектом вокаліста Юрія Кльоца.

## Дискографія
- Коли сідає сонце
- Чотири стихії
- Крила
- OUTCRY & Malibu
- Мегаексклюзив!